# Danièle Perré
Danièle Perré, née Maître le 31 août 1924 à Paris, où elle est morte le 7 mai 2009, est une artiste peintre française.

## Biographie
Danièle Perré naît à Paris en 1924 et grandit dans le quartier des Buttes Chaumont. Elle commence sa carrière de peintre dès les années 1950, et ses premières peintures sont présentées en 1953, dans le cadre d’un exposition intitulée les « Quinze groupes » au Palais des beaux-arts de la ville de Paris.
Elle reçoit son premier prix en 1956, le prix de la société des amateurs d’art pour sa toile Port de Dieppe, par un ciel d’orage (ou Le Port). La même année, elle est sélectionnée dans le cadre du prix Othon Friesz pour son tableau Nature morte. Comme son collègue André-François Breuillaud, le peintre Jacques Villon la remarque très vite ; il suit son œuvre et contribue de façon importante à son essor. Elle peint son portrait en 1956, exposé à l’occasion du cinquième salon Les Peintres témoins de leur temps, au musée Galliera. Le journal France Soir, le 2 mars 1956, écrit : « Le portrait de Jacques Villon par Danièle Perré sera certainement l’un des plus remarqués de l’exposition. »
Dès l’année 1957, Danièle Perré est exposée au Salon de mai et au Salon d'automne. À cette période, elle fait une rencontre décisive, qui ouvre une amitié d'une vie, en la personne de Camille Renault, galeriste, mécène et personnage haut en couleur. Sa carrière internationale débute en 1958. Elle expose à Dallas, dans le cadre d’une exposition de groupe, et au musée d'art moderne de Mexico. L’année suivante, la Ville de Paris, le musée de Menton et le musée de Tel-Aviv achètent ses œuvres. Dans les années 1960, Danièle Perré rejoint la nouvelle École de Paris. Elle en est, à trente-cinq ans, la plus jeune exposante. Un article paru dans Le Monde, du 27 octobre 1961, explique que la jeune femme « peint à partir du réel. […] C’est l’étude des volumes qui fixe la fugitive émotion visuelle. » Dans le même temps, elle réalise des vitraux pour l'église de Bouchevilliers, près de Gisors, activité qu’elle réitérera, notamment dans les années 1970, pour l'église Saint-Jean de Caen, évènement entre autres relaté par la télévision.
La carrière de Danièle Perré décolle dans les années 1960. À cheval sur les années 1962 et 1963, elle expose à la galerie Maurice Oeuillet à Toulouse, avec préface de Jacques Villon, au musée de Rouen, à celui de Pensacola en Floride, à la Far Gallery de New York, à la Bowinkel's Gallery de Beverly Hills (Californie), ainsi qu’à Düsse, Berlin, Budapest et Belgrade, pour l’exposition « Le portrait français » (autoportrait). Cette même année, elle expose au Salon Comparaisons. Dès lors elle ne cessera plus d’exposer, l’Asie la célébrera dans les deux dernières décennies de son œuvre, les années 1990 et 2000.
Danièle Perré peint toujours en grand format, elle s’inspire, comme l’écrit le célèbre critique d’art Frank Elgar en 1975, « d’épaves rejetées par la mer, quille de barque fichée dans le sable par le caprice des flots, racines d’arbres arrachées par les courants à quelque continent lointain et venues s’échouer sur nos rivages. » Sa dernière exposition personnelle se déroule du 9 mars au 21 avril 2006, à la galerie Guillaume.

## Expositions et réalisations
- 1955 : Prix de la Société des amateurs d'art et collectionneurs (tableau Le Port) — Sélection prix Othon Friesz (tableau Nature morte)
- 1956 : Portrait de Jacques Villon pour Les Peintres témoins de leur temps, palais Galliera
- 1957 : Salon de mai — Salon des Indépendants — Salon d'automne
- 1958 : Sociétaire du Salon d'automne et du Salon des Indépendants — Salon de mai — Exposition de groupe à Dallas et au musée d'art moderne de Mexico
- 1959 : « Le Pétrole vu par 100 peintres » palais Galliera (tableau Port pétrolier) — Exposition particulière à la galerie Camille Renault, Paris — Achats de la Ville de Paris, du musée de Menton et du musée de Tel-Aviv
- 1961 : Sélectionnée à l'exposition de l'École de Paris, galerie Charpentier — Exposition particulière galerie Camille Renault
- 1962 : Galerie Maurice Oeuillet à Toulouse, avec préface de Jacques Villon — Musée de Rouen — Musée de Pensacola — Far Gallery de New York — Bowinkel's Gallery de Beverly Hills (Californie).
- 1963 : Participe à l'exposition « Le portrait français » à Düsse, Berlin, Budapest et Belgrade (autoportrait) — Salon Comparaisons
- 1964 : Exposition particulière à la galerie Camille Renault — Biennale de Menton — Biennale de Puteaux — Biennale de Villeneuve-sur-Lot
- 1965 : Musées de Bratislava et de Prague
- 1968 à 1970 : Projets et réalisation de 28 vitraux pour Saint-Jean-Baptiste de Caen
- 1971 : Exposition particulière à la galerie Sainte-Croix à Nantes — Exposition de groupe de dessins au Cannet — Exposition de groupe de dessins à la galerie Camille Renault
- 1972 à 1974 : Réalisation des vitraux, partie basse de Saint-Jean-Baptiste de Caen (abside). Émission de télévision pour la pose du onzième vitrail
- 1975 : Galerie Soleil, Gorges Bongers à Paris
- 1976 : Exposition à Toulouse au Centre Léonard de Vinci de l'E.N.A.C.
- 1977 : Réalisation des vitraux, partie haute de Saint-Jean-Baptiste de Caen (abside) — Exposition de groupe au musée de Toulon
- 1978 : Saint-Germain-en-Laye : « Éloge du petit format »
- 1979 : Festival d'Auvers-sur-Oise — Musée de Pontoise : « Éloge du petit format »
- 1980 : Salon de mai – Salon d'automne, etc.
- 1981 : Exposition particulière à la galerie Jean-Louis Roque, Paris — Exposition particulière de 40 grands formats à Esch-sur-Alzette, Luxembourg
- 1984 : Exposition particulière d'aquarelles à galerie d'art municipale d'Esch-sur-Alzette, Luxembourg — Sélectionnée pour participer à l'exposition des peintres Français à Tokyo
- 1987 : Exposition « Panorama de l'école française contemporaine » au Pavillon des artistes et à l'Institut de France de Tel-Aviv[11]
- 1990 : Salon de mai. Salon d'automne — Exposition d'aquarelles à Galerie Élysée-Miromesnil
- 1993 : Exposition de 45 toiles à la maison des arts et loisirs de Sochaux[12]
- 1994 : Musée d'art moderne UENO à Tokyo — Temple Josenji à Tokyo
- 1995 : Musée national des beaux-arts de Shanghai
- 1996 : Exposition France-Japon, « L'art actuel », Tokyo — Atrium d'Omori - Bell Port — Espace de Nesle « 20 artistes Français et Japonais », Paris
- 1997 : Perpignan, Palais des rois de Majorque, « Art contemporain japonais et 20 artistes français » — Espace Branly — Salon d'automne
- 1998 : Galerie de Nesle, Paris — Salon International de Paris (novembre 1998)
- 1999 : Tokyo (du 2 au 7 mars) — club des amis de l'Europe et des Arts
- 2000 : Galerie de Nesle, Paris
- 2001 : Salon de mai — Salon d'automne — Art Actuel, France-Japon / Chine-Pékin — club des Amis de l'Europe et des Arts
- 2002 : Galerie de Nesle, Paris — Salon d'automne
- 2004 : Salon d'automne
- 2006 : « France-Chine-Japan Contemporary art exhibition »